# 600 a.C.
Il 600 a.C. (DC a.C. in numeri romani) è un anno  del VI secolo a.C.

## Eventi
- Fondazione di Marsiglia da parte dei Focei che battono in uno scontro navale i Cartaginesi; "incipit"delle guerre greco-puniche

## Nati
- Cambise I di Persia, re persiano († 559 a.C.)
- Pisistrato, politico e militare ateniese

## Morti
- Batto I di Cirene, re